# 大观楼 (宜宾)
大观楼位于中国四川省宜宾市翠屏区西街口，2002年12月27日公佈為四川省第六批省級文物保護單位。2013年3月5日列為第七批全國重點文物保護單位。
大观楼始建于明嘉靖年间，原为宜宾城的谯楼，明末城楼毁于战乱，仅存城台。清康熙年间重建城楼，乾隆甲申年（1764年）再次被火焚，次年重建，楼成始名大观楼。